# Лоррен Коглан
Лоррен Коглан (англ. Lorraine Coghlan; нар. 23 вересня 1937) — колишня австралійська тенісистка.
Перемагала на турнірах Великого шолома в змішаному парному розряді.

## Фінали турнірів Великого шолома

### Парний розряд (4 поразки)
| Результат | Рік  | Турнір              | Покриття | Партнерка           | Суперниці                        | Рахунок       |
| --------- | ---- | ------------------- | -------- | ------------------- | -------------------------------- | ------------- |
| Поразка   | 1958 | Чемпіонат Австралії | Трава    | Анджела Мортімер    | Мері Бевіс Готон Телма Койн-Лонґ | 5–7, 8–6, 2–6 |
| Поразка   | 1959 | Чемпіонат Австралії | Трава    | Мері Картер-Рейтано | Рене Схюрман Сандра Рейнольдс    | 5–7, 4–6      |
| Поразка   | 1960 | Чемпіонат Австралії | Трава    | Маргарет Корт       | Марія Буено Крістін Труман       | 2–6, 7–5, 2–6 |
| Поразка   | 1967 | Чемпіонат Австралії | Трава    | Евелін Терра        | Леслі Тернер Боурі Джуді Тегарт  | 0–6, 2–6      |

### Мікст (1–1)
| Результат | Рік  | Турнір               | Покриття | Партнер    | Суперник і суперниця             | Рахунок    |
| --------- | ---- | -------------------- | -------- | ---------- | -------------------------------- | ---------- |
| Поразка   | 1958 | Чемпіонат Франції    | Ґрунт    | Роберт Гау | Ширлі Блумер Нікола П'єтранджелі | 6–8, 2–6   |
| Перемога  | 1958 | Вімблдонський турнір | Трава    | Bob Howe   | Алтея Гібсон Курт Нільсен        | 6–3, 13–11 |

## Часова шкала турнірів Великого шлему в одиночному розряді
| W | Ф | ПФ | ЧФ | #Р | КТ | К# | DNQ | A | NH |

| Турнір               | 1955  | 1956  | 1957  | 1958  | 1959  | 1960  | 1961  | 1962  | 1963–1966 | 1967  | 1968  | 1969  | 1970  | 1971  | Career SR |
| -------------------- | ----- | ----- | ----- | ----- | ----- | ----- | ----- | ----- | --------- | ----- | ----- | ----- | ----- | ----- | --------- |
| Чемпіонат Австралії  | 2р    | ЧФ    | ПФ    | Ф     | ЧФ    | ЧФ    |       | 2р    |           | ЧФ    | 1р    |       |       |       | 0 / 9     |
| Чемпіонат Франції    |       |       |       | 2р    |       |       |       |       |           |       |       |       |       |       | 0 / 1     |
| Вімблдонський турнір |       |       |       | 2р    |       |       |       |       |           |       |       |       |       | 1р    | 0 / 2     |
| Чемпіонат США        |       |       |       | 2р    |       |       |       |       |           |       |       |       |       |       | 0 / 1     |
| SR                   | 0 / 1 | 0 / 1 | 0 / 1 | 0 / 4 | 0 / 1 | 0 / 1 | 0 / 0 | 0 / 1 | 0 / 0     | 0 / 1 | 0 / 1 | 0 / 0 | 0 / 0 | 0 / 1 | 0 / 13    |